# Ortskapelle Berndorf

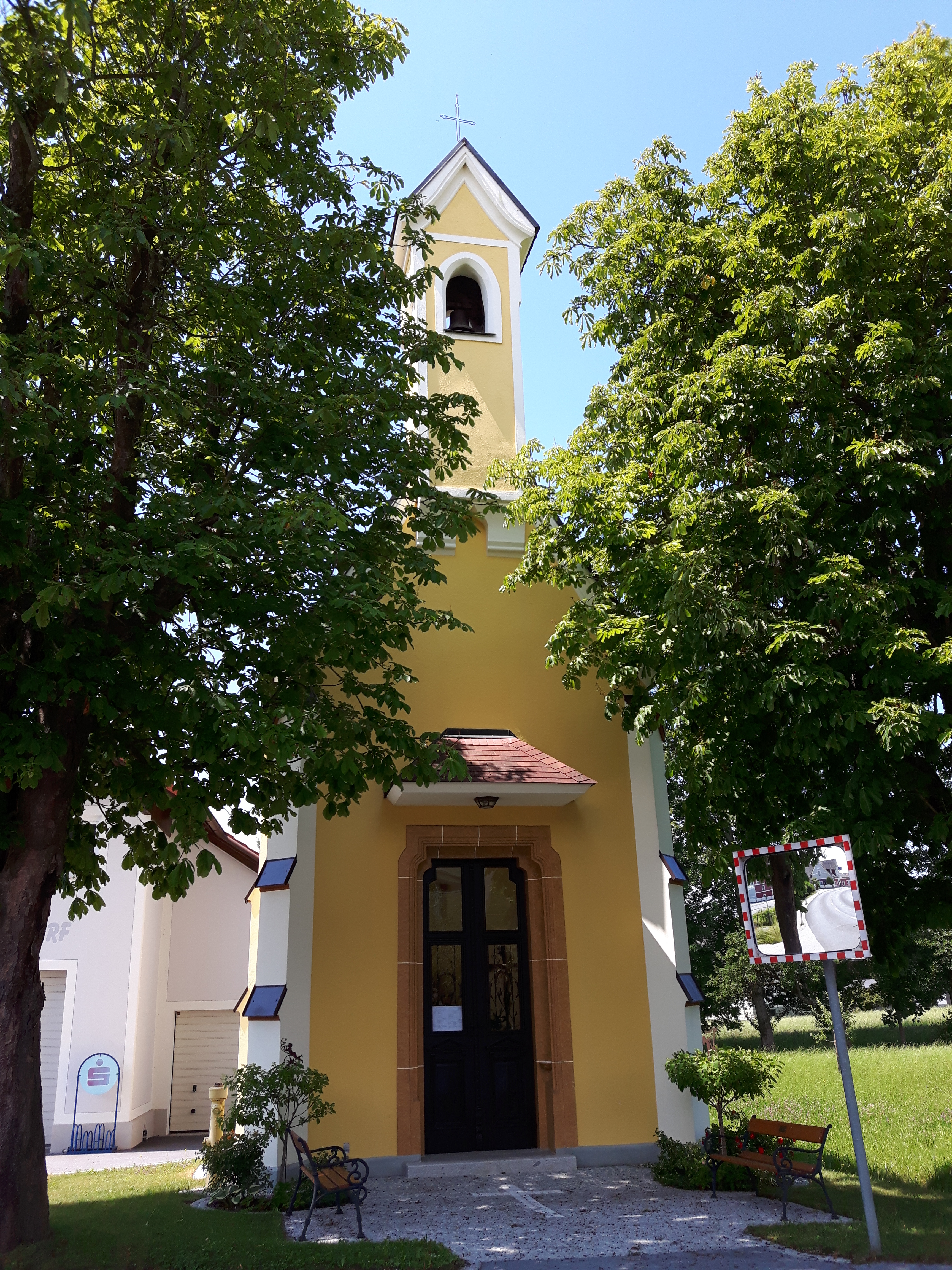
Die Front der Kapelle im Juni 2017

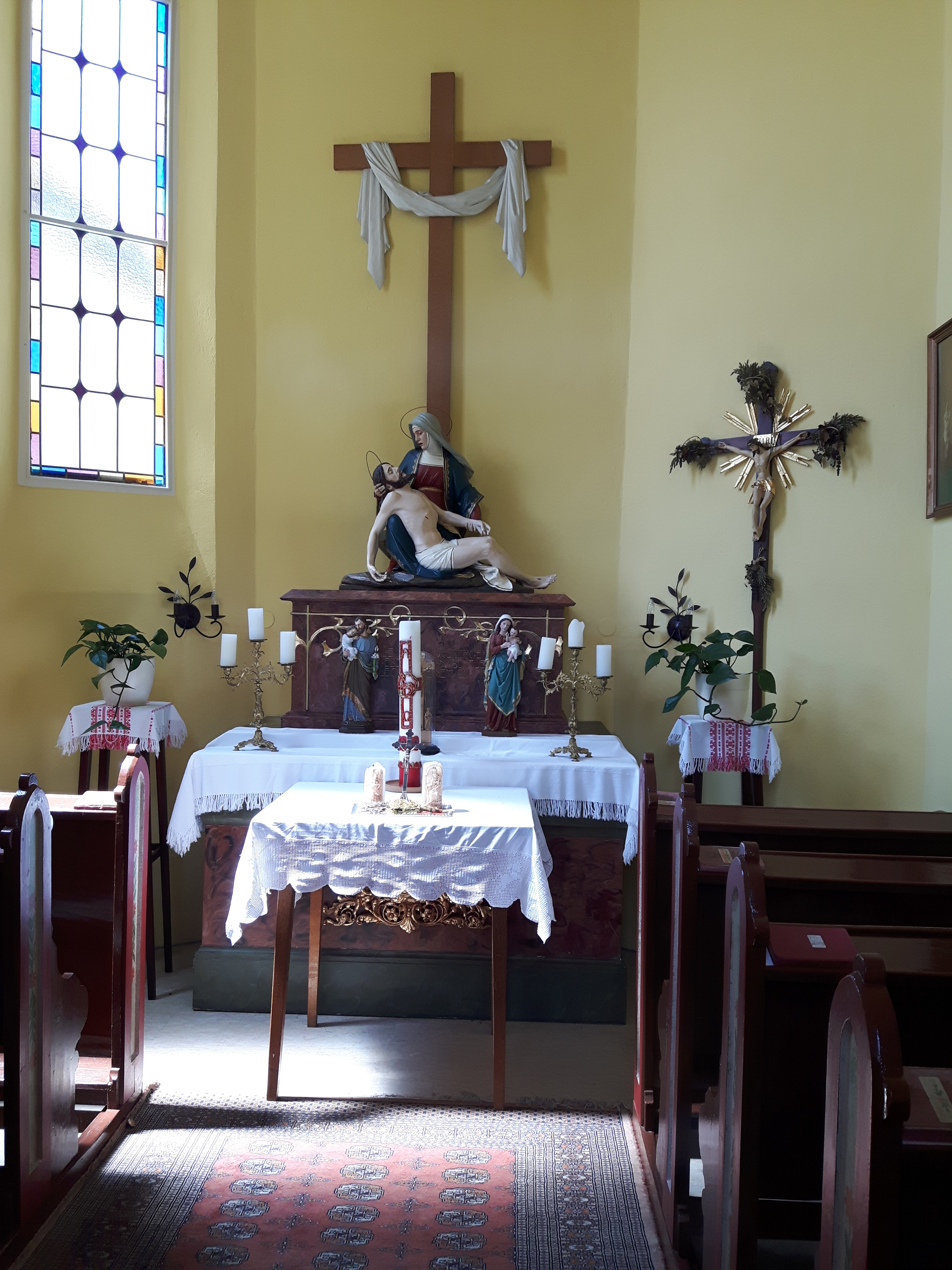
Der Innenraum der Kapelle

Bei der Ortskapelle von Berndorf, einer Ortschaft von Hitzendorf in der Steiermark, handelt es sich um eine den Sieben Schmerzen Mariens geweihte Messkapelle. Sie wurde im Jahr 1903 geweiht.

## Gestaltung
Die Kapelle wurde nach einem Entwurf des in der Nähe geborenen Bildhauers Hans Brandstetter errichtet. Sie wurde im gotischen Stil gestaltet. Auf dem Altar steht eine von Brandstetter angefertigte Pietà. Die Kapelle verfügt auch über eine Glocke und seit 1984 über ein elektrisches Geläute.

## Geschichte
Vor dem Bau der Kapelle befand sich an dem Standort ein Bildstock mit Bildern der Gottesmutter und der beiden Heiligen Florian und Leonhard. Im Jahr 1898 legte der Bildhauer Hans Brandstetter den Entwurf für einen Kapellenbau vor. Die Berndorfer Bevölkerung spendete Geld und half auch bei der Errichtung der Kapelle mit. Weiters wurde auch ein Stück Gemeindewald verkauft, um den Bau zu finanzieren. Im Jahr 1903 erfolgte die Weihe. Im Ersten Weltkrieg musste die Kapellenglocke abgeliefert werden, diese wurde aber nach Kriegsende ersetzt.
Im Jahr 1965 wurde die Ortskapelle saniert und es erfolgte eine Restaurierung des Kreuzweges. 1984 wurden sowohl die Außen- als auch die Innenseite renoviert und es wurde ein elektrisches Geläute installiert. Nach den Renovierungsarbeiten erfolgte eine Wiedereinweihung bei welcher die Kapelle offiziell zu einer Messkapelle erhoben wurde. Weitere Restaurierungsarbeiten an der Außen- und Innenseite fanden im Jahr 2012 statt.